# Église Saint-Loup de Saint-Loup (Manche)
Pour les articles homonymes, voir Église Saint-Loup.

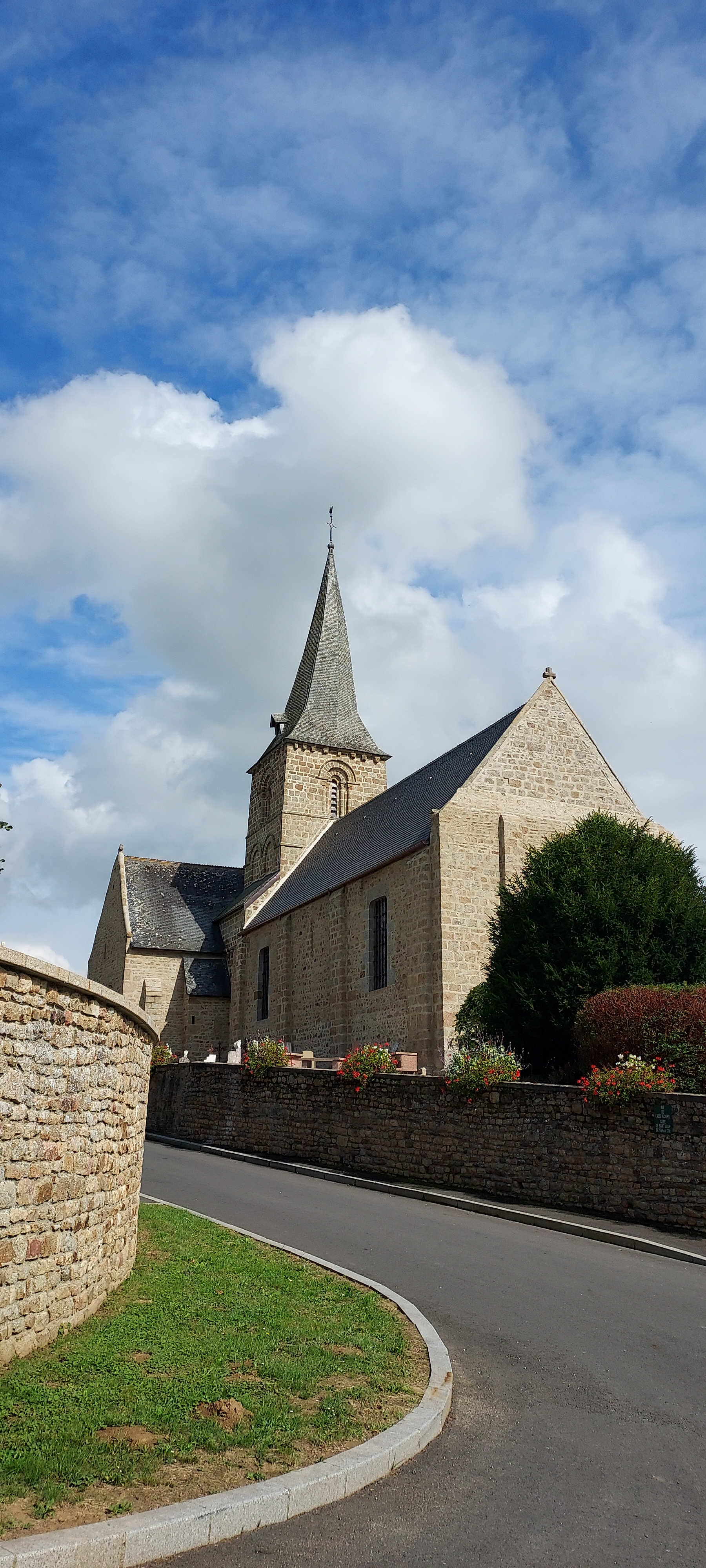
Vue de l'église en 2023.

L'église Saint-Loup de Saint-Loup est un édifice catholique du premier tiers du XIIe siècle qui se dresse sur le territoire de la commune française de Saint-Loup, dans le département de la Manche, en région Normandie.
L'église est partiellement classée aux monuments historiques.

## Localisation
L'église Saint-Loup est située dans le bourg de Saint-Loup, dans le département français de la Manche.

## Description
L'église, construite en granit, date du premier tiers du XIIe siècle, comme attesté par la voûte d'arêtes, l'arc triomphal et les doubleaux en plein-cintre dans le chœur, ainsi que par les voussures et colonnettes épaisses du portail occidental, de la porte sud (deuxième quart du XIIe siècle) et des baies de la tour.
Elle est la mieux préservée d'un groupe d'églises romane de l'Avranchin. Elle est la seule à avoir conservé son plan originel avec une nef unique rectangulaire couverte d'une charpente et un chœur de deux travées terminé par un hémicycle. La tour centrale comprend à l'étage inférieur, au nord et au sud, une double arcature aveugle en plein cintre qui se dégage à peine du mur et une archivolte continue qui la souligne. L'étage supérieur, séparé par un bandeau comprend sur chaque face une baie à double archivolte. Enfin, elle est couronnée d'une petite corniche à modillons qui supporte la flèche octogonale en charpente couverte d'ardoise. Cette dernière possède sur chaque face une lucarne. Le passage du carré à l'octogone se fait par des sortes de demi-pyramides logées dans les angles.
Plusieurs éléments d'architecture sont spécifiques à cette église : un profil similaire pour le portail occidental, la porte sud et les baies de la tour ; de nombreuses corbeilles et bases sculptées ; et sous la corniche du chœur de gros modillons sculptés de personnages grotesques et de figures humaines. La seule modification apportée à l'église romane est l'ouverture d'une chapelle latérale dans la seconde travée du chœur, côté nord, en 1602.

## Protection
L'église à l'exception de la sacristie et de la chapelle septentrionale est classée au titre des monuments historiques par arrêté du 25 avril 1921.

## Mobilier
L'église abrite un beau mobilier de la fin du XVIIe siècle, dont plusieurs éléments sont classés au titre objet aux monuments historiques : autels secondaires et retables du XVIIe siècle, fonts baptismaux du XVIe siècle, Pietà du XVIe siècle, tableaux : l'Adoration des mages du XVIIe siècle, verrière de onze vitraux du XXe siècle de Flandrin-Latron et de l'atelier Degusseau et les statues de saint Gilles, saint Loup, Ange gardien et saint Michel terrassant le dragon du XVIIe siècle, ainsi que la tribune en bois du XVIIe siècle.